# Fonction conjuguée
En mathématiques, et plus précisément en analyse convexe, la fonction conjuguée est une fonction construite à partir d'une fonction réelle {\displaystyle f} définie sur un espace vectoriel {\displaystyle \mathbb {E} }, qui est utile :
- pour convexifier une fonction (en prenant sa biconjuguée, c'est-à-dire la conjuguée de sa conjuguée) ;
- dans le calcul du sous-différentiel d'une fonction convexe ;
- dans la dualisation par perturbation des problèmes d'optimisation ;
- pour passer de la mécanique lagrangienne à la mécanique hamiltonienne ;
- en thermodynamique, etc.

La fonction conjuguée de {\displaystyle f} est le plus souvent notée {\displaystyle f^{*}}. C'est une fonction convexe, même si {\displaystyle f} ne l'est pas, définie sur les pentes, c'est-à-dire sur les éléments de l'espace vectoriel dual de {\displaystyle \mathbb {E} }. La définition est motivée et précisée ci-dessous.
L'application {\displaystyle f\to f^{*}} est appelée transformation de Fenchel ou transformation de Legendre ou encore transformation de Legendre-Fenchel, d'après Adrien-Marie Legendre et Werner Fenchel.
Connaissances supposées : l'algèbre linéaire, le calcul différentiel, les bases de l'analyse convexe (notamment les principales notions attachées aux ensembles et aux fonctions convexes) ; le sous-différentiel d'une fonction convexe n'est utilisé que pour motiver la définition de fonction conjuguée.

## Motivations
La complexité apparente du concept de fonction conjuguée requiert d'en motiver la définition.

### Convexification de fonction
Par définition, une fonction est convexe si son épigraphe est convexe. Convexifier une fonction {\displaystyle f:\mathbb {E} \to {\bar {\mathbb {R} }}} consiste à déterminer la plus grande fonction convexe, disons fermée, minorant {\displaystyle f}. En termes d'épigraphe, cela revient à trouver le plus petit convexe fermé contenant l'épigraphe de {\displaystyle f}, c'est-à-dire à prendre l'enveloppe convexe fermée de l'épigraphe
{\displaystyle \operatorname {epi} \,f\subset \mathbb {E} \times \mathbb {R} .}
Comme toute enveloppe convexe fermée, celle de {\displaystyle \operatorname {epi} \,f} est l'intersection de tous les demi-espaces fermés contenant {\displaystyle \operatorname {epi} \,f}, c'est-à-dire d'ensembles de la forme
{\displaystyle H^{-}(\xi ,\tau ,t):=\{(x,\alpha )\in \mathbb {E} \times \mathbb {R} :\langle \xi ,x\rangle +\tau \alpha \leqslant t\},}
où {\displaystyle (\xi ,\tau ,t)\in \mathbb {E} \times \mathbb {R} \times \mathbb {R} }. Il est facile de voir que lorsque {\displaystyle H^{-}(\xi ,\tau ,t)} contient un épigraphe, on doit avoir {\displaystyle \tau \leqslant 0}. Il est plus fin de montrer que, dans l'expression de l'enveloppe convexe fermée de {\displaystyle \operatorname {epi} \,f} comme intersection des {\displaystyle H^{-}(\xi ,\tau ,t)}, on peut ne garder que les demi-espaces avec {\displaystyle \tau <0}. Or ceux-ci sont les épigraphes des minorantes affines de {\displaystyle f} de la forme
{\displaystyle x\mapsto \left\langle {\frac {-\xi }{\tau }},x\right\rangle +{\frac {t}{\tau }}.}
Résumons. Comme on pouvait s'y attendre, la convexifiée fermée de {\displaystyle f} est l'enveloppe supérieure de toutes les minorantes affines de {\displaystyle f}. Parmi les minorantes affines {\displaystyle x\mapsto \langle s,x\rangle +\alpha } ayant une pente {\displaystyle s\in \mathbb {E} } fixée, on peut aussi ne garder que celle qui est la plus haute, c'est-à-dire celle qui a le plus grand {\displaystyle \alpha }. Il faut donc déterminer le plus grand {\displaystyle \alpha } tel que
{\displaystyle \forall \,x\in \mathbb {E} \,:\quad \langle s,x\rangle +\alpha \leqslant f(x)\quad {\mbox{ou}}\quad \langle s,x\rangle -f(x)\leqslant -\alpha .}
On voit clairement que la plus petite valeur de {\displaystyle -\alpha } est donnée par
{\displaystyle f^{*}(s):=\sup _{x\in \mathbb {E} }{\Bigl (}\langle s,x\rangle -f(x){\Bigr )}.}
C'est la valeur de la conjuguée de {\displaystyle f} en {\displaystyle s}. On s'intéresse à {\displaystyle -\alpha } plutôt qu'à {\displaystyle \alpha } pour définir {\displaystyle f^{*}} dans le but d'obtenir ainsi une fonction conjuguée convexe.

### Voie d'accès au sous-différentiel
Dans cette section, nous montrons l'intérêt du concept de fonction conjuguée comme un outil permettant de calculer le sous-différentiel d'une fonction convexe.
Le sous-différentiel {\displaystyle \partial f(x)} d'une fonction convexe {\displaystyle f} en {\displaystyle x} est l'ensemble des pentes des minorantes affines de {\displaystyle f} (i.e., des fonctions affines qui minorent {\displaystyle f}), qui sont exactes en {\displaystyle x} (i.e., qui ont la même valeur que {\displaystyle f} en {\displaystyle x}). Pour {\displaystyle x} donné, il n'est pas toujours aisé de spécifier toutes les minorantes affines exactes en {\displaystyle x}. Il est parfois plus facile de se donner une pente {\displaystyle s} de minorante affine {\displaystyle x\mapsto \langle s,x\rangle +\alpha } et de chercher les points auxquels elle peut être exacte par modification de {\displaystyle \alpha }. De ce point de vue, on cherche le plus grand {\displaystyle \alpha } tel que
{\displaystyle \forall \,x\in \mathbb {E} \,:\quad \langle s,x\rangle +\alpha \leqslant f(x)\quad {\mbox{ou}}\quad \langle s,x\rangle -f(x)\leqslant -\alpha .}
On voit clairement que la plus petite valeur de {\displaystyle -\alpha } est donnée par
{\displaystyle f^{*}(s):=\sup _{x\in \mathbb {E} }{\Bigl (}\langle s,x\rangle -f(x){\Bigr )}.}
C'est la valeur de la conjuguée de {\displaystyle f} en {\displaystyle s}. On s'intéresse à {\displaystyle -\alpha } plutôt qu'à {\displaystyle \alpha } pour définir {\displaystyle f^{*}} dans le but d'obtenir ainsi une fonction conjuguée convexe. Revenons au problème que nous nous posions au début de ce paragraphe : si {\displaystyle x} est solution du problème de maximisation ci-dessus, alors {\displaystyle \langle s,x\rangle -f(x)\geqslant \langle s,y\rangle -f(y)} pour tout {\displaystyle y\in \mathbb {E} } ou encore
{\displaystyle \forall \,y\in \mathbb {E} \,:\quad f(y)\geqslant f(x)+\langle s,y-x\rangle .}
Ces inégalités montrent que {\displaystyle y\mapsto f(x)+\langle s,y-x\rangle } est une minorante affine de {\displaystyle f}, exacte en {\displaystyle x}.

## Fonction définie sur un espace euclidien
On suppose dans cette section que les fonctions sont définies sur un espace vectoriel euclidien {\displaystyle \mathbb {E} } (de dimension finie donc), dont le produit scalaire est noté {\displaystyle \langle \cdot ,\cdot \rangle } et la norme associée {\displaystyle \|\cdot \|}.
On note
- {\displaystyle \operatorname {Conv} (\mathbb {E} )} l'ensemble des fonctions définies sur {\displaystyle \mathbb {E} } à valeurs dans {\displaystyle {\bar {\mathbb {R} }}:=\mathbb {R} \cup \{-\infty ,+\infty \}} qui sont convexes (i.e., leur épigraphe est convexe) et propres (i.e., elles ne prennent pas la valeur {\displaystyle -\infty } et ne sont pas identiquement égales à {\displaystyle +\infty }),
- {\displaystyle \operatorname {C{\overline {onv}}} (\mathbb {E} )} la partie de {\displaystyle \operatorname {Conv} (\mathbb {E} )} formée des fonctions qui sont aussi fermées (i.e., leur épigraphe est fermé).

### La conjuguée et ses propriétés
On a choisi de désigner par {\displaystyle s} l'argument de {\displaystyle f^{*}} pour se rappeler qu'il s'agit d'une pente (slope en anglais), c'est-à-dire un élément de l'espace dual de {\displaystyle \mathbb {E} }, ici identifié à {\displaystyle \mathbb {E} } via le produit scalaire.
Fonction conjuguée — Soit {\displaystyle f:\mathbb {E} \to {\bar {\mathbb {R} }}} une fonction (non nécessairement convexe). Sa fonction conjuguée est la fonction {\displaystyle f^{*}:\mathbb {E} \to {\bar {\mathbb {R} }}} définie en {\displaystyle s\in \mathbb {E} } par
{\displaystyle f^{*}(s):=\sup _{x\in \mathbb {E} }{\Bigl (}\langle s,x\rangle -f(x){\Bigr )}.}
L'application {\displaystyle f\mapsto f^{*}} est appelée transformation de Legendre-Fenchel.
On s'intéresse ci-dessous à la convexité et au caractère propre et fermé de la conjuguée {\displaystyle f^{*}}. La convexité de {\displaystyle f^{*}} est une propriété remarquable de la conjuguée, puisqu'on se rappelle que {\displaystyle f} n'est pas nécessairement convexe.
Conjuguée convexe fermée — Quelle que soit {\displaystyle f:\mathbb {E} \to {\bar {\mathbb {R} }}}, sa conjuguée {\displaystyle f^{*}} est convexe et fermée. Par ailleurs, on a les équivalences suivantes
{\displaystyle f\not \equiv +\infty \qquad \Longleftrightarrow \qquad f^{*}>-\infty \qquad \Longleftrightarrow \qquad f^{*}\not \equiv -\infty ,}
{\displaystyle f~{\mbox{a une minorante affine}}\qquad \Longleftrightarrow \qquad f^{*}\not \equiv +\infty .}
Enfin, les propriétés suivantes sont équivalentes :
1. {\displaystyle f} est propre et a une minorante affine,
2. {\displaystyle f^{*}} est propre,
3. {\displaystyle f^{*}\in \operatorname {C{\overline {onv}}} (\mathbb {E} )}.

On se rappellera qu'une fonction convexe et propre a nécessairement une minorante affine ; elle vérifie donc les propriétés du point 1 ci-dessus, si bien que
{\displaystyle f\in \operatorname {Conv} (\mathbb {E} )\quad \Longrightarrow \quad f^{*}\in \operatorname {C{\overline {onv}}} (\mathbb {E} ).}

### La biconjuguée et ses propriétés
On peut bien sûr appliquer la transformation de Legendre-Fenchel à la fonction conjuguée {\displaystyle f^{*}} ; on obtient ainsi la biconjuguée de {\displaystyle f}, notée {\displaystyle f^{**}}.
Fonction biconjuguée — Soit {\displaystyle f:\mathbb {E} \to {\bar {\mathbb {R} }}} une fonction (non nécessairement convexe). Sa fonction biconjuguée est la fonction {\displaystyle f^{**}:\mathbb {E} \to {\bar {\mathbb {R} }}} définie en {\displaystyle x\in \mathbb {E} } par
{\displaystyle f^{**}(x):=\sup _{s\in \mathbb {E} }{\Bigl (}\langle s,x\rangle -f^{*}(s){\Bigr )},}
où {\displaystyle f^{*}:\mathbb {E} \to {\bar {\mathbb {R} }}} est la conjuguée de {\displaystyle f}.
Le caractère convexe, fermé et propre de la biconjuguée est examiné dans le résultat suivant.
Biconjuguée convexe fermée — Quelle que soit {\displaystyle f:\mathbb {E} \to {\bar {\mathbb {R} }}}, sa biconjuguée {\displaystyle f^{**}} est convexe et fermée. Par ailleurs, les propriétés suivantes sont équivalentes :
1. {\displaystyle f} est propre et a une minorante affine,
2. {\displaystyle f^{**}\in \operatorname {C{\overline {onv}}} (\mathbb {E} )}.

Si l'argument {\displaystyle s} de {\displaystyle f^{*}} est une pente (identifiée à un élément de {\displaystyle \mathbb {E} }), l'argument {\displaystyle x} de {\displaystyle f^{**}} est dans l'espace de départ {\displaystyle \mathbb {E} }. On peut alors se demander s'il y a un lien entre {\displaystyle f} et {\displaystyle f^{**}}. La proposition suivante examine cette question. On y a noté {\displaystyle {\bar {f}}}, la fermeture de {\displaystyle f}.
Enveloppe convexe fermée — Soit {\displaystyle f:\mathbb {E} \to {\bar {\mathbb {R} }}} une fonction propre ayant une minorante affine. Alors
1. {\displaystyle f^{**}} est l'enveloppe supérieure des minorantes affines de {\displaystyle f},
2. {\displaystyle f\in \operatorname {Conv} (\mathbb {E} )~~\Longrightarrow ~~f^{**}={\bar {f}}},
3. {\displaystyle f\in \operatorname {C{\overline {onv}}} (\mathbb {E} )~~\Longleftrightarrow ~~f^{**}=f},
4. la transformation de Legendre-Fenchel {\displaystyle f\mapsto f^{*}} est une bijection sur l'ensemble {\displaystyle \operatorname {C{\overline {onv}}} (\mathbb {E} )}.

Ce résultat permet de comparer les valeurs de {\displaystyle f^{**}} et {\displaystyle f}.
Comparaison de {\displaystyle f^{**}} et {\displaystyle f} — Quelle que soit la fonction {\displaystyle f:\mathbb {E} \to {\bar {\mathbb {R} }}}, on a
Si {\displaystyle f\in \operatorname {Conv} (\mathbb {E} )} et {\displaystyle x\in \operatorname {dom} \,f}, alors
Si on prend la conjuguée de la biconjuguée, on trouve la conjuguée. Il n'y a donc pas de notion de triconjuguée.
Pas de triconjuguée — Soit {\displaystyle f:\mathbb {E} \to {\bar {\mathbb {R} }}} une fonction propre ayant une minorante affine. Alors {\displaystyle (f^{**})^{*}=f^{*}}.

### Règles de calcul de conjuguée

#### Inf-image sous une application linéaire
Rappelons la définition de l'inf-image d'une fonction sous une application linéaire. On se donne deux espaces euclidiens {\displaystyle \mathbb {E} } et {\displaystyle \mathbb {F} } (on aura besoin ici d'un produit scalaire sur {\displaystyle \mathbb {E} } et {\displaystyle \mathbb {F} }, alors que cette structure n'est pas nécessaire dans la définition de {\displaystyle f\veebar A}), une fonction {\displaystyle f:\mathbb {E} \to {\bar {\mathbb {R} }}} et une application linéaire {\displaystyle A:\mathbb {E} \to \mathbb {F} }. Alors l'inf-image de {\displaystyle f} sous {\displaystyle A} est l'application notée {\displaystyle f\veebar A:\mathbb {F} \to {\bar {\mathbb {R} }}} et définie en {\displaystyle y\in \mathbb {F} } par
{\displaystyle (f\veebar A)(y)=\inf _{{x\in \mathbb {E} } \atop {Ax=y}}\;f(x).}
Conjuguée d'une inf-image sous une application linéaire — Dans les conditions énoncées ci-dessus, on a
{\displaystyle (f\veebar A)^{*}=f^{*}\circ A^{*}.}
Par ailleurs, si {\displaystyle f} est propre et a une minorante affine et si {\displaystyle A} vérifie
{\displaystyle {\mathcal {R}}(A^{*})\cap \operatorname {dom} \,f^{*}\neq \varnothing ,}
alors {\displaystyle f\veebar A} est propre et a une minorante affine, si bien qu'alors {\displaystyle (f\veebar A)^{*}\in \operatorname {C{\overline {onv}}} (\mathbb {F} )}.

### Exemples

#### Norme
Soit
{\displaystyle f:\mathbb {E} \to \mathbb {R} :x\mapsto \|x\|}
une norme sur un espace euclidien {\displaystyle \mathbb {E} }, non nécessairement dérivée du produit scalaire {\displaystyle \langle \cdot ,\cdot \rangle } de {\displaystyle \mathbb {E} }. On introduit la norme duale
{\displaystyle \|s\|_{_{D}}:=\sup _{\|x\|\leqslant 1}\;\langle s,x\rangle }
et la boule-unité duale fermée
{\displaystyle {\bar {B}}_{_{D}}:=\{s\in \mathbb {E} :\|s\|_{_{D}}\leqslant 1\}.}
La fonction conjuguée {\displaystyle f^{*}:\mathbb {E} \to \mathbb {R} } de {\displaystyle f} est l'indicatrice de la boule unité duale ; elle prend donc en {\displaystyle s\in \mathbb {E} } la valeur suivante

Considérons à présent, la puissance {\displaystyle p>1} d'une norme
{\displaystyle f:\mathbb {E} \to \mathbb {R} :x\mapsto {\frac {1}{p}}\,\|x\|^{p}.}
Sa fonction conjuguée {\displaystyle f^{*}:\mathbb {E} \to \mathbb {R} } prend en {\displaystyle s\in \mathbb {E} } la valeur suivante
où {\displaystyle p':=p/(p-1)>1} est le nombre conjugué de {\displaystyle p} :
{\displaystyle {\frac {1}{p}}+{\frac {1}{p'}}=1.}

### Éléments d'histoire
La fonction conjuguée fut introduite par Mandelbrojt (1939) pour une fonction d'une seule variable réelle ; puis précisée et améliorée par Fenchel (1949) aux fonctions convexes dépendant d'un nombre fini de variables. Ce dernier introduit la notation {\displaystyle f^{*}} pour la conjuguée de {\displaystyle f}. La conjugaison généralise une transformation de fonction introduite bien plus tôt par Legendre (1787). L'extension aux espaces vectoriels topologiques est due à Brønsted (1964), Moreau (1967) et Rockafellar.